# Duván Zapata
Duván Esteban Zapata Banguero (Cali, 1 april 1991) is een Colombiaans voetballer die doorgaans als aanvaller speelt. Hij verruilde UC Sampdoria in januari 2020 voor Atalanta Bergamo, dat hem in het voorgaande seizoen al huurde. Zapata debuteerde in 2017 in het Colombiaans voetbalelftal.

## Clubcarrière
Zapata stroomde in 2008 door vanuit de jeugd van América de Cali. Hier speelde hij 63 competitiewedstrijden in het eerste team in de Primera A, waarna de club hem in 2011 verhuurde aan Estudiantes de La Plata. In 2012 verhuisde Zapata definitief naar Argentinië. Hij maakte in totaal negentien doelpunten in 44 competitiewedstrijden voor Estudiantes.
Op 23 augustus 2013 maakte SSC Napoli de komst van Zapata bekend. Hij kostte de club ongeveer 7,5 miljoen euro en zette zijn handtekening onder een vijfjarig contract. Zapata won met Napoli in 2014 zowel de Coppa Italia als de Italiaanse supercup. In de wedstrijd om de Supercup deed hij zelf niet mee en in het toernooi om de beker speelde hij dat jaar één wedstrijd. De finale zat hij volledig uit op de bank. In de competitie speelde Zapata in zijn eerste twee seizoenen in Italië zestien en 21 van de 38 wedstrijden. Napoli verhuurde Zapata in juli 2015 voor twee jaar aan Udinese, de nummer zestien van Italië in het voorgaande seizoen. In 2017 werd de Colombiaan wederom verhuurd dit keer voor een seizoen aan het Italiaanse UC Sampdoria, met een verplichte optie tot koop.
In juli 2018 verhuurde UC Sampdoria de aanvaller voor twee seizoenen aan Atalanta Bergamo, met een optie tot koop. In januari 2020 werd deze optie gelicht door de club uit Bergamo en werd Zapata overgenomen voor het bedrag van ongeveer 26 miljoen euro.

## Interlandcarrière
Zapata maakte deel uit van de Colombiaanse selectie die in 2011 deelnam aan het WK –20 in eigen land. Daar verloor de ploeg van bondscoach Eduardo Lara in de kwartfinale van de latere nummer drie Mexico (3-1). Hij speelde in totaal vijf wedstrijden voor Colombia –20. Zapata debuteerde op 23 maart 2017 in het Colombiaans voetbalelftal, in een met 1–0 gewonnen kwalificatiewedstrijd voor het WK 2018 thuis tegen Bolivia. Zapata maakte op 9 juni 2019 zijn eerste interlandgoal. Hij schoot toen de 0–3 binnen in een met diezelfde cijfers gewonnen oefeninterland in en tegen Peru. Zapata nam diezelfde maand met Colombia deel aan de Copa América 2019, zijn eerste eindtoernooi. Hij kreeg in alle vier de wedstrijden van zijn ploeg speeltijd, waarvan één keer als basisspeler. Hij scoorde in de groepswedstrijden tegen Argentinië en Qatar.

## Erelijst
Met  SSC Napoli
| Competitie   | Aantal | Jaren   |
| ------------ | ------ | ------- |
| Coppa Italia | 1x     | 2013/14 |
| Supercoppa   | 1x     | 2014    |

2 Tolói  ·
3 Kossounou ·
4 Hien ·
5 Godfrey ·
6 Sulemana ·
7 Cuadrado ·
8 Pašalić ·
9 Scamacca ·
11 Lookman ·
13 Éderson ·
15 De Roon ·
16 Bellanova ·
17 De Ketelaere ·
19 Djimsiti ·
22 Ruggeri ·
23 Kolašinac ·
24 Samardžić ·
28 Patrício ·
29 Carnesecchi ·
31 Rossi ·
32 Retegui ·
42 Scalvini ·
44 Brescianini ·
77 Zappacosta ·
93 Soppy ·
Coach: Gasperini